# Nueve de Julio SAT
Nueve de Julio SAT est une société d'autobus spécialisée dans le transport en commun, basée dans la ville argentine de La Plata.

## Histoire
La société a été fondée en 1969 lorsqu'elle exploitait l'ancienne ligne 8 (renumérotée des années plus tard 508) reliant le quartier du cimetière à la station située à l'angle de la 1re et de la 44e. Le nom de la compagnie Nueve de Julio a été choisi en l'honneur de la fête nationale. Sa ligne d'origine a été dissoute en 2001 lors de la création du SUT (Sistema Urbano de Transporte), mais elle a réussi à survivre en exploitant les lignes ouest et nord. Elle a également exploité la ligne Punto a Punto reliant Villa Elisa à Plaza Moreno jusqu'à ce qu'elle décide de ne pas poursuivre l'exploitation du service.
En 2012, le contrat de concession de l'entreprise Nueve de Julio est résilié sur les lignes Nord et 518, qui feront ensuite l'objet d'un appel d'offres et ont été attribuées aux entreprises Línea Siete (518) et Unión Platense (Nord),,.

## Incidents
Profitant de l'inattention d'un chauffeur de la Linea Oeste, qui avait laissé les clés de contact, un voleur alcoolisé a volé le bus et a fait une course folle dans différentes rues d'Abasto pendant 25 minutes, en percutant quelques voitures. Il a été appréhendé par la police et a fini en prison.